# Elisabeth-Sophien-Koog
Elisabeth-Sophien-Koog település Németországban, Schleswig-Holstein tartományban. Lakosainak száma 55 fő (2023. december 31.).

## Fekvése
Nordstrand félszigetén fekvő település.

## Népesség
A település népességének változása:
| Lakosok száma | 51   | 46   | 43   | 53   | 50   | 51   | 55   | 55   |
|               | 1975 | 2015 | 2017 | 2019 | 2020 | 2021 | 2022 | 2023 |